# كأس إسكتلندا 2015–16
كأس اسكتلندا 2015–16 (بالإنجليزية: 2015–16 Scottish Cup)‏ هو الموسم 131 من كأس اسكتلندا. أقيم خلال الفترة 15 أغسطس 2015 وحتى 21 مايو 2016، وكان عدد الأندية المشاركة فيه 92، وفاز فيه نادي هيبرنيان.